# التعليم في قطر
يعد التعليم في قطر إلى جانب الرعاية الصحية في البلاد مجاناً لكل مواطن، فلكل طفل حق التعليم المجاني من الروضة حتى الثانوية. في عام 1952 بدأ التعليم النظامى في قطر وشهد التعليم في قطر منذ ذلك التاريخ تطورات كثيرة شملت نظام التعليم والمناهج وبيئات التعلم ارتبطت معظمها بالتحولات الاقتصادية والديموجرافية التي اعقبت اكتشاف البترول والغاز في قطر. كما يتميز التعليم في قطر بالتنوع، حيث توجد المدارس الحكومية والمدارس الخاصة العربية التي تدرس المناهج القطرية والمدارس الدولية بالإضافة إلى مدارس الجاليات. وشهد التعليم العالي أيضاً انفتاحاً كبيراً على النظم التعليمية المختلفة منذ إنشاء جامعة قطر في عام 1977.
حلّت قطر في المرتبة 50 في مؤشر الابتكار العالمي عام 2023، متقدّمةً من المركز 65 عام 2019، وتقدّمت للمركز 49 في مؤشر الابتكار لعام 2024.

## وزارة التربية والتعليم والتعليم العالي
في عام 2002 صدر مرسوم بقانون إنشاء المجلس الأعلى للتعليم في قطر بصفته السلطة العليا المسؤولة عن رسم السياسة التعليمية بدولة قطر، وعن خطة تطوير التعليم والإشراف على تنفيذها أعقبه قانون إنشاء المدارس المستقلة في 2006. وتحولت جميع المدارس العامة إلى مدارس مستقلة في عام 2010. وقامت فكرة المدارس المستقلة على أساس استقلالية إدارة المدارس من حيث المناهج واستقطاب المعلمين والانفاق مع إشراف المجلس الأعلى للتعليم. واستمرت تجربة المدارس المستقلة إلى أن صدر القانون رقم 9 لسنة 2017 بشأن تنظيم المدارس لتعود بعده إدارة المدارس إلى وزارة التعليم والتعليم العالي كاملةً بعد إلغاء تجربة المدارس المستقلة وتحويل المجلس الأعلى للتعليم إلى وزارة بهيكل جديد. ويقوم النظام التعليمي في قطر الآن علي ثلاث مراحل: الابتدائية (6 سنوات)، الإعدادية (3 سنوات) والثانوية (ثلاث سنوات) كما أجاز القانون إنشاء رياض الأطفال من سن أربع سنوات.
تغير اسم وزارة التعليم والتعليم العالي بقرار أميري رقم (35) لسنة 2022 ليصبح المسمى الجديد وزارة التـربـيـة والتعليم والتعليم الـعـالـي

## المدارس في قطر

### المدارس الحكومية
ترجع بداية التعليم النظامي في قطر إلى عام الف وتسعمائة واثنين وخمسين (1952). وقد توسعت العملية التعليمية منذ ذلك الحين بصورة ثابتة لسد احتياجات جميع مراحل التعليم المدرسي حيث وصل عدد التلاميذ في المدارس الحكومية الآن إلى خمسة وسبعين (75)ألف تلميذ للسنة الدراسية تسعة وتسعين- ألفين (1999-2000).و ترعى وزارة التربية والتعليم وهذه المسيرة التعليمية الناجحة في الدولة.
كما تقوم الحكومة أيضا بدعم قطاع التعليم الخاص ومدارس الجاليات من خلال تزويد المدارس التابعة له بالكتب الدراسية والقرطاسية والخدمات الصحية والطاقة الكهربائية والماء مجانا.
المدرسة المستقلة هي مدرسة ممولة حكوميًا، ولها الحرية في القيام برسالتها وأهدافها التربوية الخاصة وفي تعيين المعلمين والموظفين. ويعتمد حجم التمويل المخصص لكل مدرسة على عدد المعلمين والطلاب.
والتسجيل في المدارس المستقلة بالمجان للطلاب القطريين، في حين يخضع تسجيل الطلاب غير القطريين للسياسة التي تحددها كل مدرسة على حدة.
المناهج
ينبغي على كل مدرسة مستقلة أن تلتزم بمعايير المناهج الموضوعة من قبل هيئة التعليم في المجلس الأعلى للتعليم في اللغة العربية واللغة الإنجليزية والرياضيات والعلوم والدراسات الإسلامية.
المراحل المدرسية
تنقسم المدارس المستقلة إلى المستويات التالية:
-رياض الأطفال
-المدارس الابتدائية: من الصف 1 إلى 6.
-المدارس الإعدادية: من الصف 7 إلى 9.
-المدارس الثانوية: من الصف 10 إلى 12.

### المدارس الدولية
هناك عدد كبير من المدارس الخاصة والدولية. معظم المغتربين وبعض القطريين اختيار لإرسال أطفالها إلى هذه المدارس. هذه المدارس تشمل أكاديمية قطر (IB المدرسة العالمية)، كلية الدوحة (المملكة المتحدة المناهج)، المدرسة الأمريكية في الدوحة، مدرسة الخليج الإنكليزية (المملكة المتحدة / IB المناهج)، أكاديمية الدوحة، مدرسة الدوحة الإنكليزية حديثه (المملكة المتحدة المنهج الأساسي)، والمدرسة الدولية الشويفات، ومدرسة كمبردج، مدرسة دخان الإنجليزية، مدرسة بارك هاوس الإنجليزية، مدرسة كومباس الدولية، مدرسة قطر الدولية (المنهاج الوطني لإنجلترا) وعدد قليل من أكثر.
أخيرا وليس آخرا، هناك الجامعة الهولندية في الدوحة والذي دعا Stenden جامعة (CHN السابق جامعة للتعليم المهني). وقد حولها في الدوحة لنحو 10 عاما. فإنه يوفر أربع درجات البكالوريوس سنة (BBA) في إدارة الضيافة الدولية، والدراسات التجارية الدولية والإدارة، وإدارة السياحة. هي معتمدة بشكل كامل برامجها من قبل وزارة التربية والتعليم في قطر.

## الجامعات
وقد بدأ التعليم الجامعي عام ألف وتسعمائة وثلاثة وسبعين (1973) مع تأسيس كليتين للتربية في جامعة قطر. أما اليوم فتضم جامعة قطر سبع كليات هي التربية، والعلوم الإنسانية والاجتماعية، والعلوم، والشريعة والدراسات الإسلامية، والهندسة، والإدارة والاقتصاد، وكلية التكنولوجيا.
مؤسسة قطر العامة للتربية والعلوم والثقافة وتنمية المجتمع مؤسسة تهدف لتطوير التعليم في قطر حيث ساهمت في إنشاء مشروع المدينة التعليمية التي تضم العديد من الجامعات العالمية في مدينة تعليمية واحدة تضم كل الخدمات والوسائل المتطورة
إلى أن بعض المصادر تؤكد على بعض السياسات الغير الهادفة في محاولة للتطوير الاجتماعي حيث العنف ضد المراة.

## مؤسسة قطر للتربية والعلوم وتنمية المجتمع
مؤسسة قطر لتطوير التعليم والعلوم والمجتمع هو، مؤسسة خاصة، غير ربحية في دولة قطر، التي تأسست في عام 1995 بمرسوم من صاحب السمو الشيخ حمد بن خليفة آل ثاني، أمير دولة قطر. تحت مظلة مؤسسة قطر والمدينة التعليمية التي تحتضن جامعات عالمية المستوى وعددا من البرامج الأكاديمية والتدريب، وواحة قطر للعلوم والتكنولوجيا التي تضم أكثر من 21 شركة عالمية تشارك في البحث العلمي والتنمية. أطلقت مؤسسة قطر أيضا على مؤتمر القمة العالمي للابتكار في التعليم—وايز—منتدى عالمي يجمع بين أصحاب المصلحة والتعليم، وقادة الرأي وصانعي القرار من جميع أنحاء العالم لمناقشة القضايا التربوية. وعقدت الدورة الأولى في الدوحة، قطر في الفترة من 16-18 نوفمبر 2009، والثانية في الفترة من 7-09 ديسمبر 2010. ستعقد الدورة الثالثة في الفترة من 1-3 نوفمبر 2011.